# Síť mlýnů v Kinderdijk-Elshout
Síť mlýnů v Kinderdijk-Elshout je název jedné z nizozemských památek figurujících na seznamu světového kulturního dědictví UNESCO. Jedná se soustavu 19 větrných mlýnů (přečerpávacích stanic), ale i administrativních budov a kulturní krajiny hrází, kanálů, vysušeného odvodněného území a vodních ploch. Chráněné území se rozprostírá v obcích Molenward a Alblasserdam v provincii Jižní Holandsko, zhruba 20 km východně od Rotterdamu.
Zdejší krajina s větrnými mlýny je velmi vyhledávaná nizozemská turistická atrakce.

## Fotogalerie

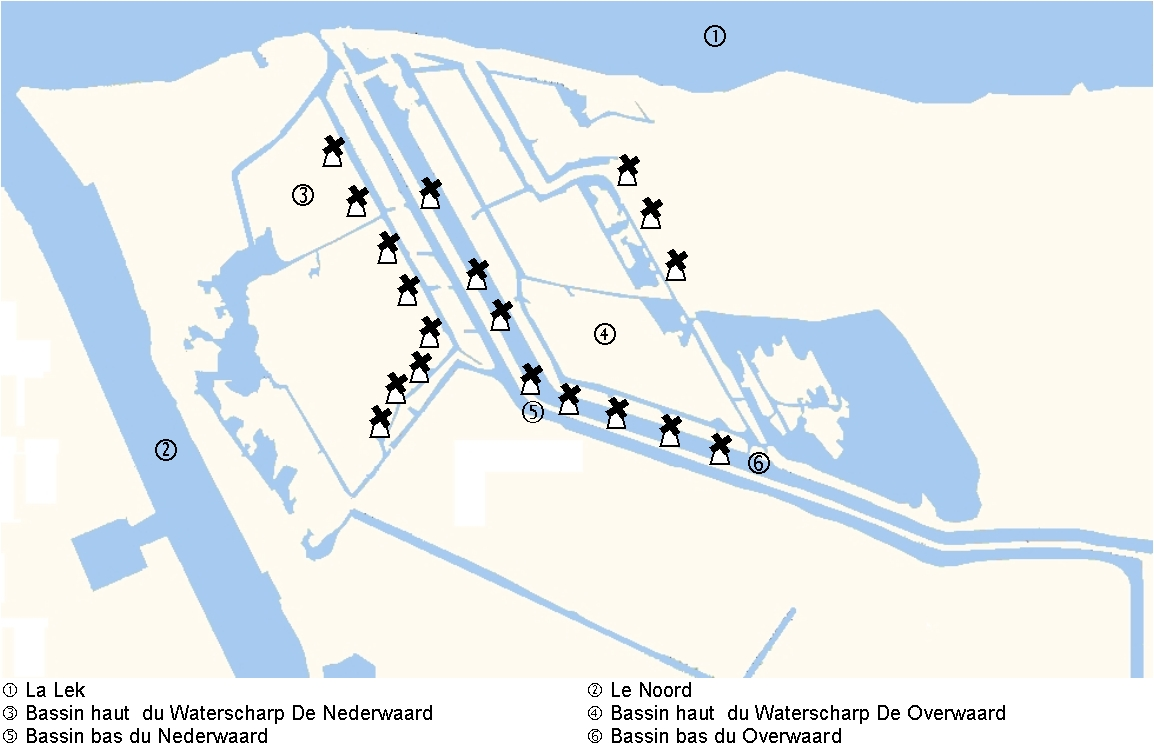
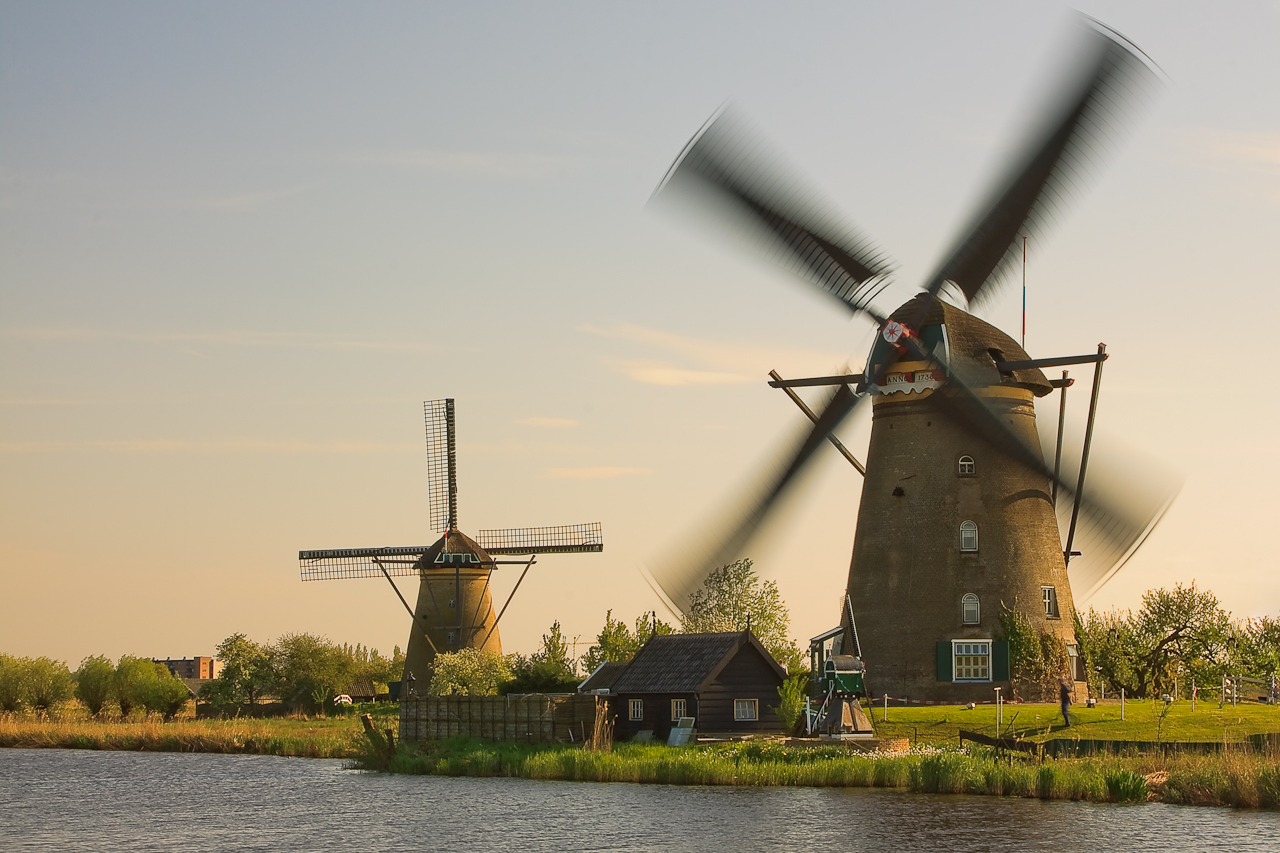
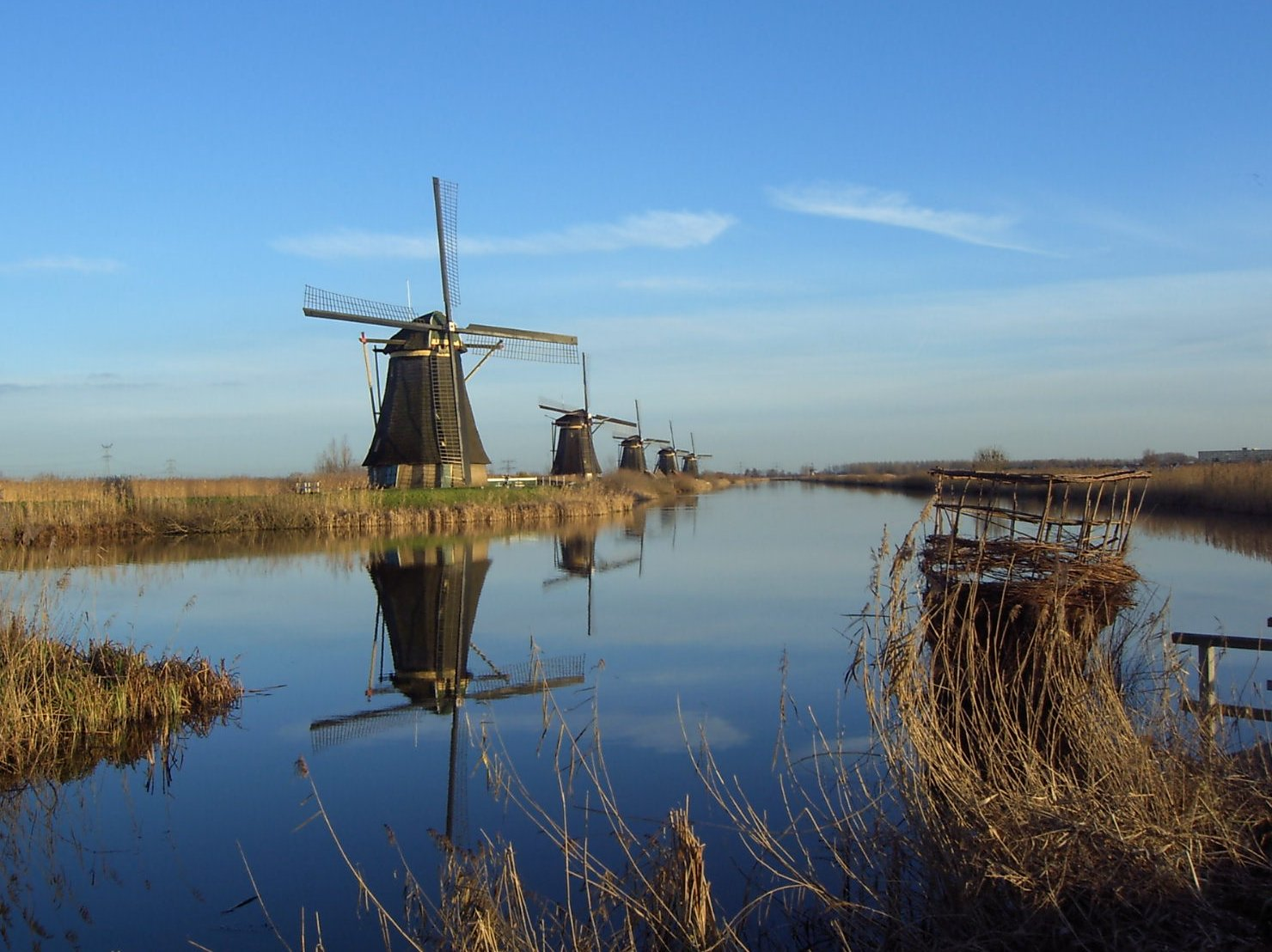
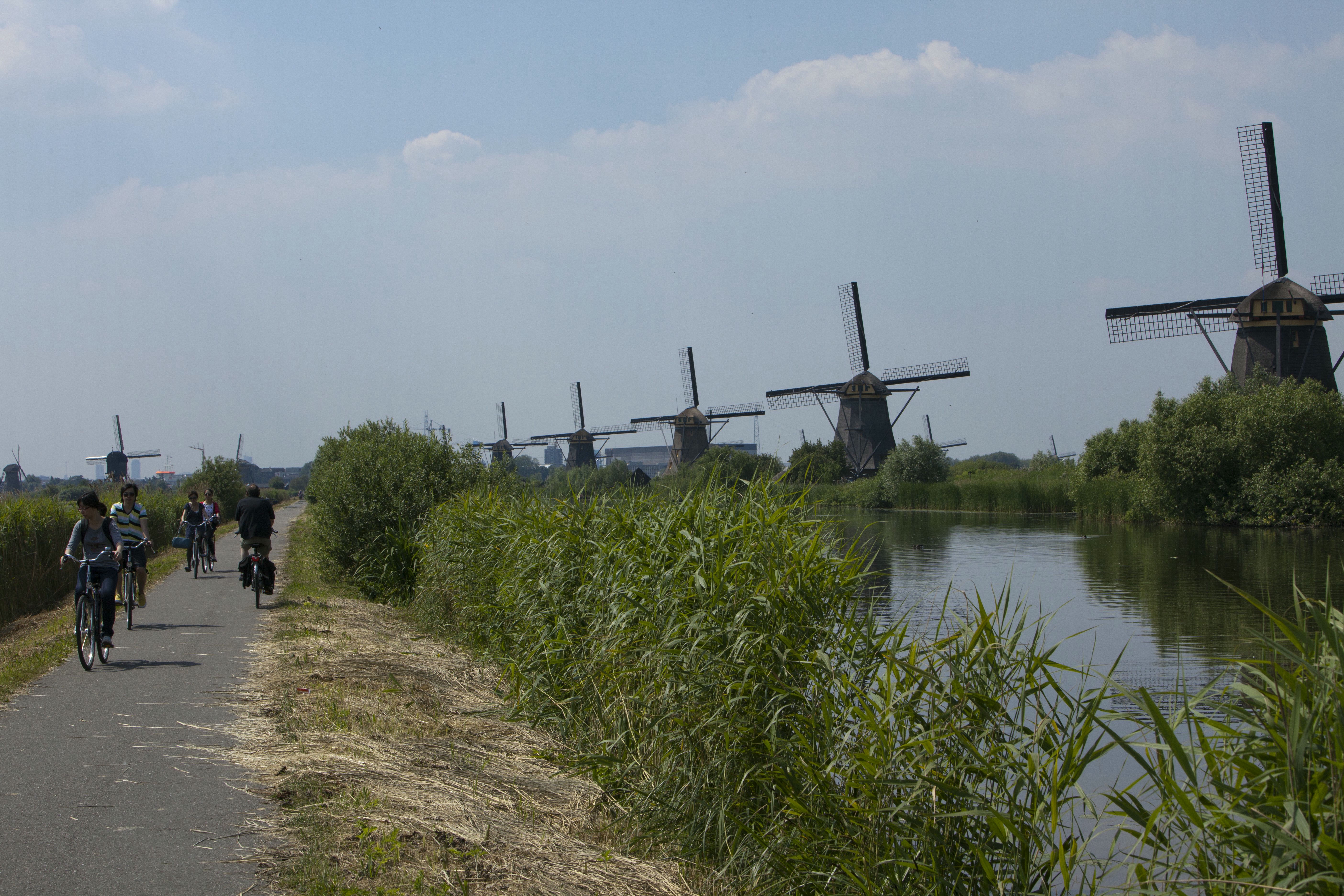
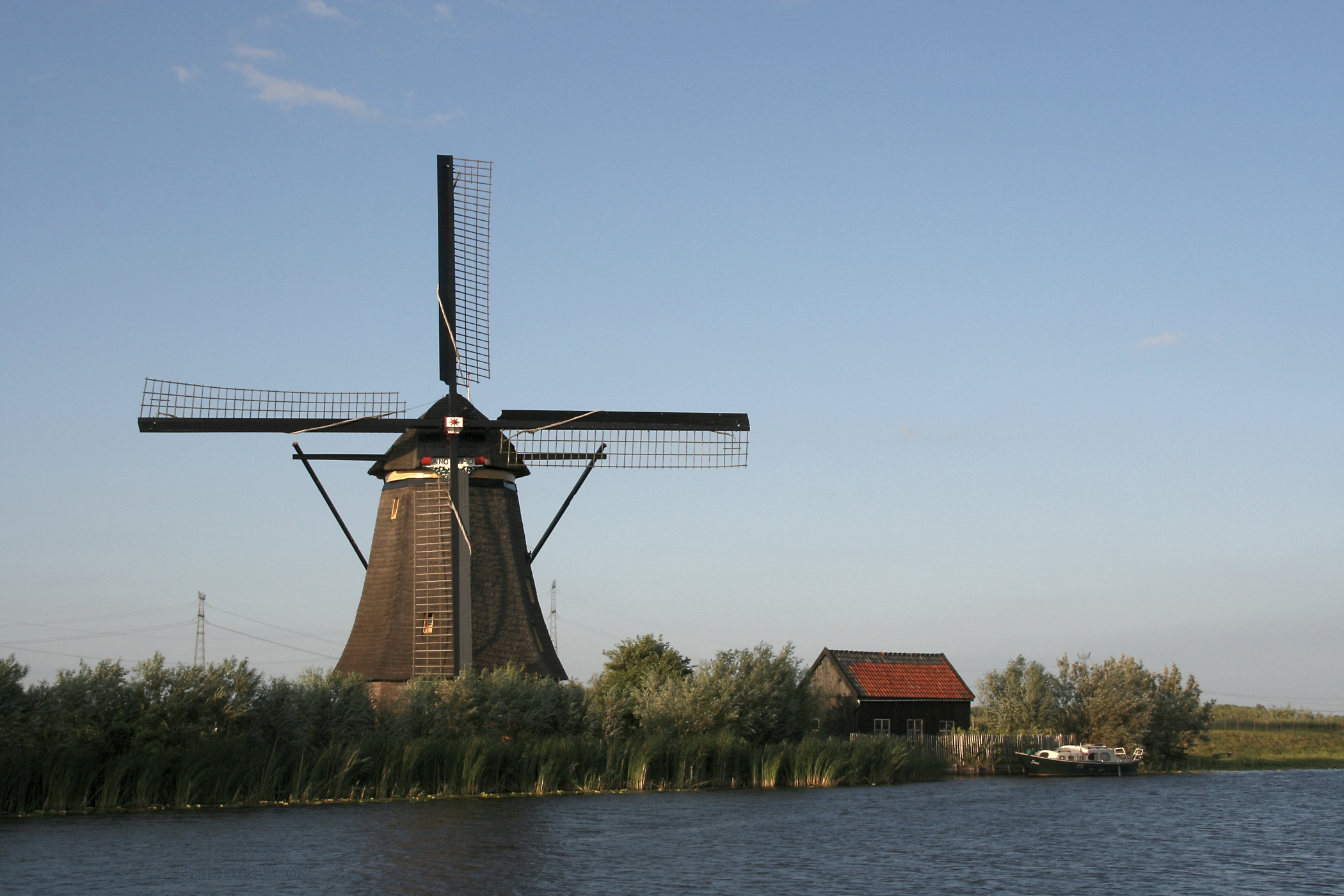
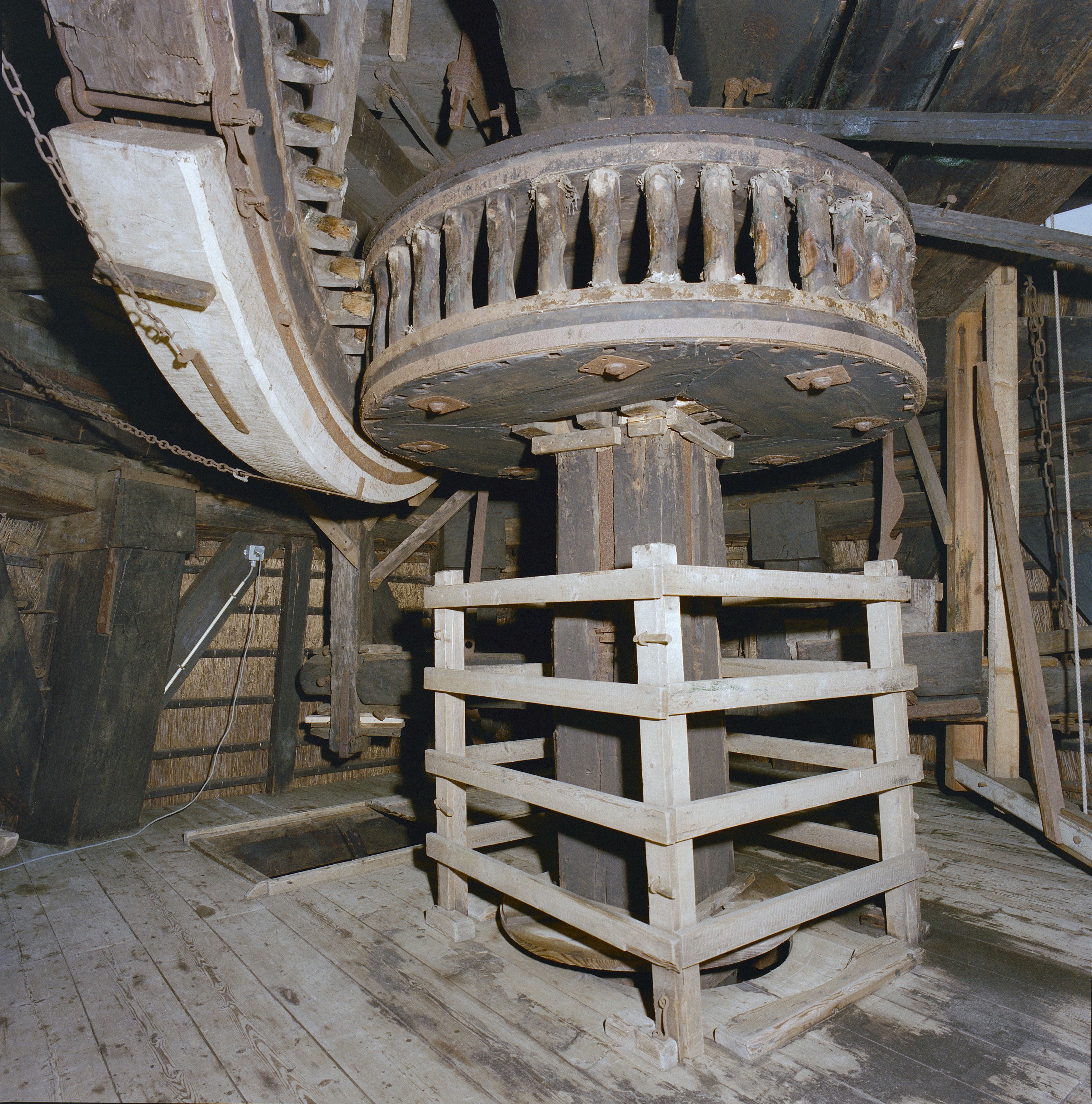